# Politique à Sao Tomé-et-Principe

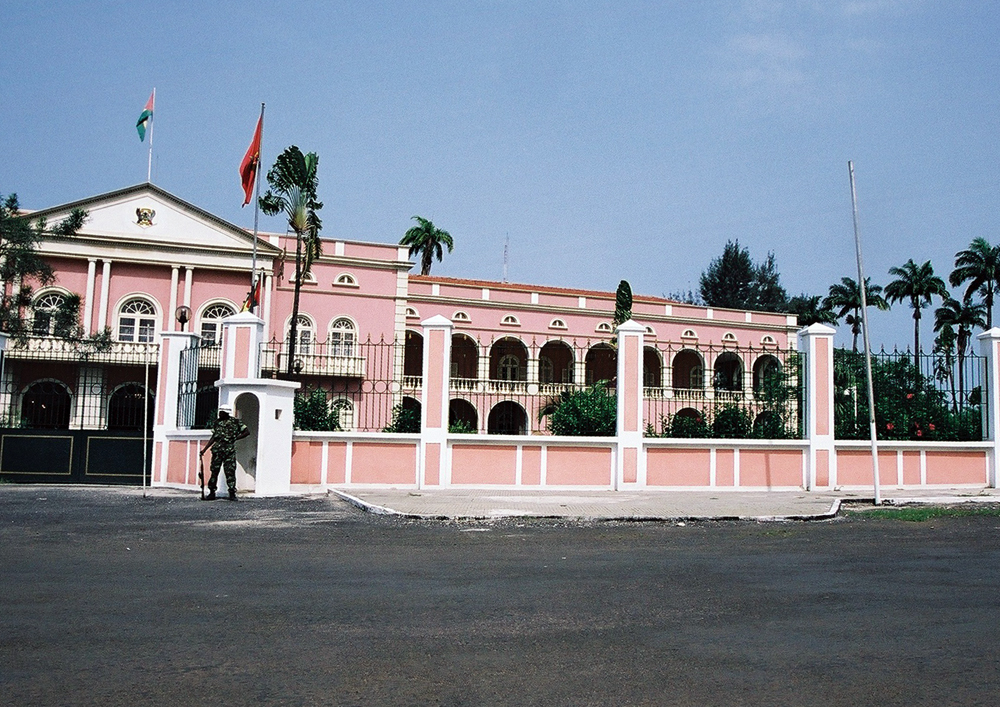
Le palais présidentiel

La politique à Sao Tomé-et-Principe est basée sur la Constitution du 10 septembre 1990 qui établit un régime semi-présidentiel démocratique, dans lequel le pouvoir exécutif est exercé par le président, élu au suffrage universel pour un mandat de cinq ans, qui est le chef de l'État, et le Premier ministre, qui est le chef du gouvernement.
Le pouvoir législatif est exercé par l'Assemblée nationale, dont les membres sont élus au suffrage universel pour un mandat de quatre ans.

## Parlements
Un Parlement des enfants et des jeunes est présent à Sao Tomé-et-Principe. Il est présidé par Aleina Neto en 2018.

## Relations internationales

### Relations avec la Chine
Après l'arrêt des relations avec Taïwan fin 2016, la Chine octroie en 2017 10,9 millions de dollars à Sao Tome-et-Principe, en soutien à divers projets. Elle doit également, selon un accord passé entre les deux pays en mai 2017, assurer 38 millions de dollars de subventions dans les domaines l'agriculture, de la santé et de l'énergie et 146 millions dans les projets d'infrastructures jusqu'en 2022. Par la suite, le pays asiatique devrait effectuer une remise de dette de 28 millions de dollars.
La Chine devient rapidement un des principaux créanciers de Sao Tomé-et-Principe.

### Relations avec le Nigeria
Sao Tomé-et-Principe et le Nigeria se partagent une zone d'exploitation pétrolière. 60 % de ses revenus sont distribués au Nigeria et 40 % au pays insulaire, comme établi dans un traité signé en 2001.